# Precariado

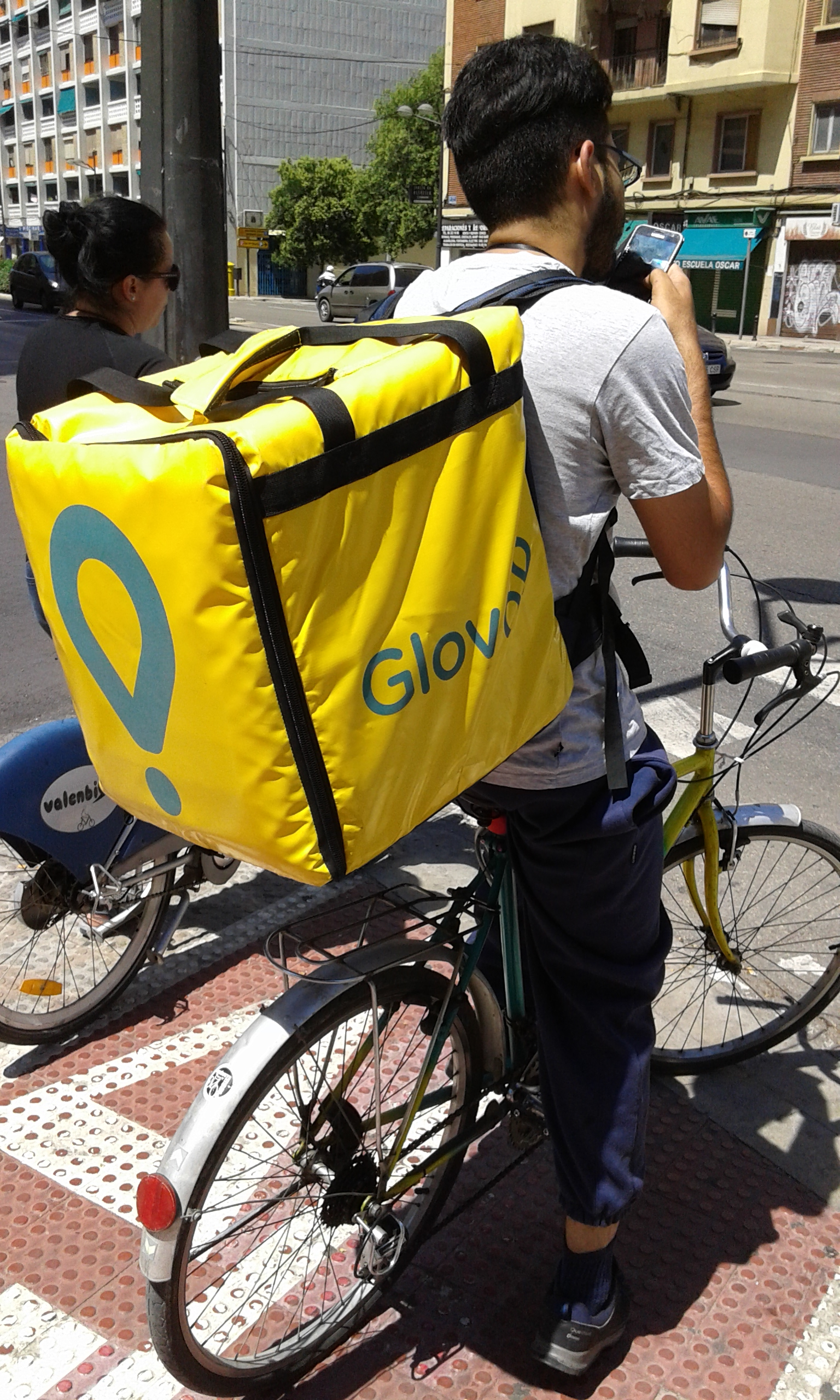
Um entregador de bicicleta da Glovo em Valência.

Em sociologia e economia, o precariado é um neologismo para uma classe social formada por pessoas que sofrem de precariedade, o que significa existir sem previsibilidade ou segurança, afetando o bem-estar material ou psicológico. O termo é uma derivação sufixal da palavra “precário” com o sufixo (-ado).
Ao contrário da classe do proletariado de trabalhadores industriais do século XX, que não tinham os seus próprios meios de produção e, portanto, vendiam o seu trabalho para viver, os membros do precariado estão apenas parcialmente envolvidos no trabalho e devem realizar extensas atividades não remuneradas que são essenciais para manter acesso a empregos e a rendimentos decentes. Exemplos clássicos de tais atividades não remuneradas incluem a busca contínua de trabalho (incluindo a preparação e a participação em entrevistas de emprego), bem como a expectativa de responder perpetuamente a pedidos de trabalho "gig" (mas sem receber um salário real por ser "de plantão").
A marca da classe do precariado é a condição de falta de segurança no emprego, incluindo o emprego intermitente ou subemprego e a consequente existência precária. O surgimento desta classe foi atribuído ao entrincheiramento do capitalismo neoliberal.

## Visão geral
Alguns teóricos sugerem que a classe precária jovem na Europa tornou-se um problema sério no início do século XXI. Isso tem sido associado a grandes desenvolvimentos políticos de massa, incluindo o referendo do Brexit no Reino Unido e a presidência de Donald Trump nos EUA. A pandemia global de COVID-19 exacerbou particularmente a insegurança alimentar nos Estados Unidos. Uma investigação realizada pelo Conselho Europeu de Relações Externas descobriu que apenas um terço dos alemães e um quarto dos italianos e franceses tinham dinheiro suficiente no final do mês para gastos discricionários.
O economista britânico Guy Standing analisou o precariado como uma nova classe social emergente em trabalho feito para o think tank Policy Network e para o Fórum Económico Mundial. No seu livro de 2014 intitulado A Precariat Charter, ele argumentou que todos os cidadãos têm direito à riqueza socialmente herdada. O último da série é intitulado The Precariat: The New Dangerous Class onde ele propôs o rendimento básico como uma solução para enfrentar o problema.
A análise dos resultados do Grande Inquérito Britânico de Classe de 2013, uma colaboração entre a BBC e investigadores de várias universidades do Reino Unido, sustentou que há um novo modelo de estrutura de classes composto por sete classes, desde a Elite no topo até ao Precariado no fundo. A classe do Precariado era vista como "a classe britânica mais carente de todas, com baixos níveis de capital económico, cultural e social". Isso foi contrastado com a "classe média técnica" na Grã-Bretanha, pois em vez de ter rendimento disponível, mas sem interesses, as pessoas da nova classe do precariado têm todos os tipos de atividades potenciais nas quais gostam de se envolver, mas não podem fazer nenhuma delas porque não têm dinheiro, têm vidas inseguras e estão geralmente presos em antigas partes industriais do país.
A classe precariada vem surgindo em sociedades como o Japão, onde inclui mais de dois milhões dos chamados “freeters” que estão desempregados e fora da escola. No Ocidente, um grupo semelhante de pessoas é chamado de NEET.